# Format pliku
Format pliku – ustalony standard zapisu informacji w pliku danego typu. Sposób zakodowania informacji lub danych zależy od zastosowanej aplikacji. Ze względu na dostępność do specyfikacji struktury formatu, wyróżnia się powszechnie znany, czyli otwarty format pliku (o publicznie dostępnej strukturze) oraz utajniony przez producenta programu format zamknięty.
Przykładowo, do najczęściej stosowanych formatów plików do zapisu grafiki należą BMP, GIF, JPEG, PNG. Format pliku jest określany przez jego rozszerzenie. Niezależnie od rozszerzenia, funkcjonują typy zawartości MIME.

## Metody określania formatu pliku
Plik, jako ogólny kontener danych, ma wewnętrzną strukturę, która jest specyficzna dla danego formatu. Struktura ta definiuje tzw. format pliku.
Ponieważ struktura formatu jest zaprojektowana dla określonych aplikacji, do manipulacji plikami często wymagane są specjalne programy. Wyjątek stanowią formaty o szerokim zastosowaniu, takie jak pliki tekstowe, w których dane zapisane są w kodowaniu ASCII lub Unicode. Popularne formaty tekstowe to m.in. JSON, TOML, YAML i XML.
Format pliku zwykle określany jest przez jego rozszerzenie, np. plik o nazwie prova.txt to plik tekstowy, a prova.jpg to obraz JPEG. Wiele systemów operacyjnych, takich jak Windows i MS-DOS, korzysta z tego sposobu identyfikacji plików.
Innym sposobem identyfikacji formatu jest stosowanie magic number, czyli krótkich ciągów bajtów umieszczonych w pliku, zazwyczaj na początku, które jednoznacznie wskazują na format. Na przykład w systemach Unix i uniksopodobnych ciąg ASCII #! (shebang) oznacza plik wykonywalny.
W niektórych systemach, jak Macintosh i HFS+, format pliku może być zapisany w jego metadanych. Podobne podejście stosuje się w przypadku plików wymienianych przez e-mail lub przesyłanych przez internet, przy użyciu nagłówków MIME lub Internet media type.

## Spisy formatów plików komputerowych
- spis formatów plików
- spis formatów plików archiwów
- spis formatów plików audio
- spis formatów plików bazodanowych
- spis formatów plików dokumentów biurowych
- spis formatów plików graficznych
- spis formatów plików wideo
- spis formatów plików tekstowych
- spis formatów plików obrazów
- spis otwartych formatów plików
- spis zamkniętych formatów plików